# Camino de Santiago Portugués
Por el Camino Portugués el peregrino recorre la costa portuguesa de sur a norte, partiendo del Algarve. La capital en España del Camino Portugués es la ciudad de Pontevedra en la que se ubica la iglesia de la Virgen Peregrina, templo barroco y única iglesia circular en España, con planta de concha venera, símbolo de los peregrinos, en la que la Virgen Peregrina acoge a los peregrinos en la etapa española del camino portugués. 

## Historia
A lo largo de la historia, el Camino Portugués ganó importancia después de la peregrinación de la Reina Isabel de Portugal en el siglo XIV. Su contribución fue crucial para mejorar las infraestructuras destinadas a los peregrinos.
Con el paso del tiempo, este camino fue frecuentado por monarcas y nobles, lo que incrementó tanto su popularidad como su desarrollo.

## Descripción
Lagos, capital del Algarve, es el punto inicial del Camino Portugués de la Costa, con su conjunto monumental. Se puede conocer la cultura árabe contrasta en Alcácer do Sal, y se transita por el valle del Tajo, pasando por Setúbal, la capital portuguesa, Lisboa, la ciudad universitaria de Coímbra y Oporto, declarada Patrimonio de la Humanidad. A 50 km de la frontera española se encuentra Viana do Castelo, uno de los puntos de visita más interesantes de este lado del Camino Portugués. 
La despedida portuguesa se produce en Valença do Miño, para ya encontrarse con Tuy y posteriormente con Pontevedra, capital del camino portugués. Caldas de Reyes y Padrón son el preámbulo antes de alcanzar Santiago de Compostela.
El Camino Portugués del Norte incluye las siguientes etapas:
- En Portugal: Coímbra - Oporto - Vilarinho - Barcelos - Ponte de Lima - Rubiães - Valença do Minho.
- Etapas en España (desde Tuy, 116 km):
- Tuy - Porriño (16 km).
- Porriño - Redondela (14 km).
- Redondela - Pontevedra (21 km).
- Pontevedra - Caldas de Reyes (22 km).
- Caldas de Reyes - Padrón (21 km).
- Padrón - Santiago (22 km).

El Camino de Santiago portugués ha incrementado notablemente en los últimos años su popularidad y el número de peregrinos que hacen la ruta, hospedándose incluso los peregrinos en albergues privados en la ciudad de Pontevedra cuando no quedan camas disponibles en el albergue público.

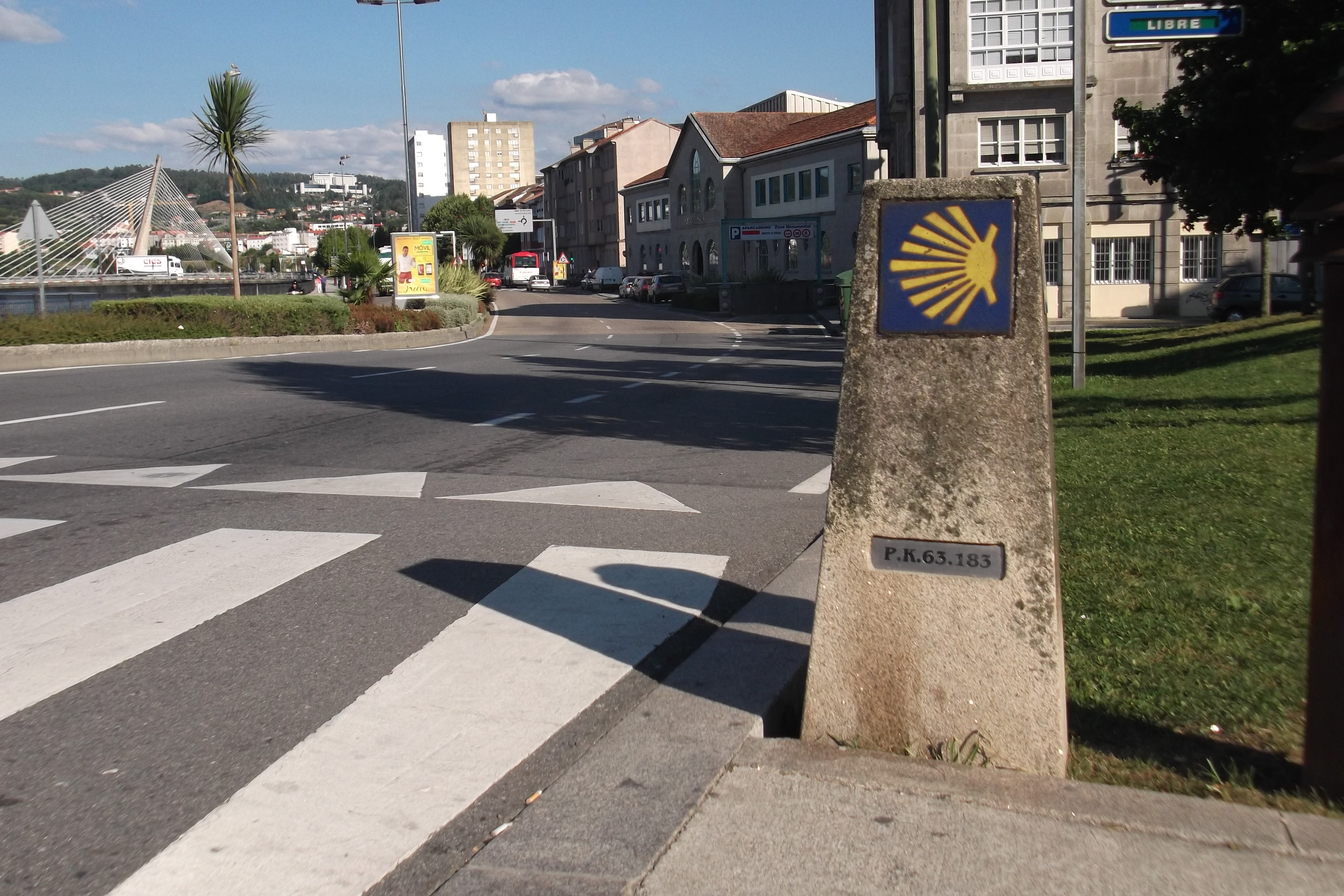
Hito de piedra que marca el paso del Camino Portugués por Pontevedra muy cerca del puente del Burgo
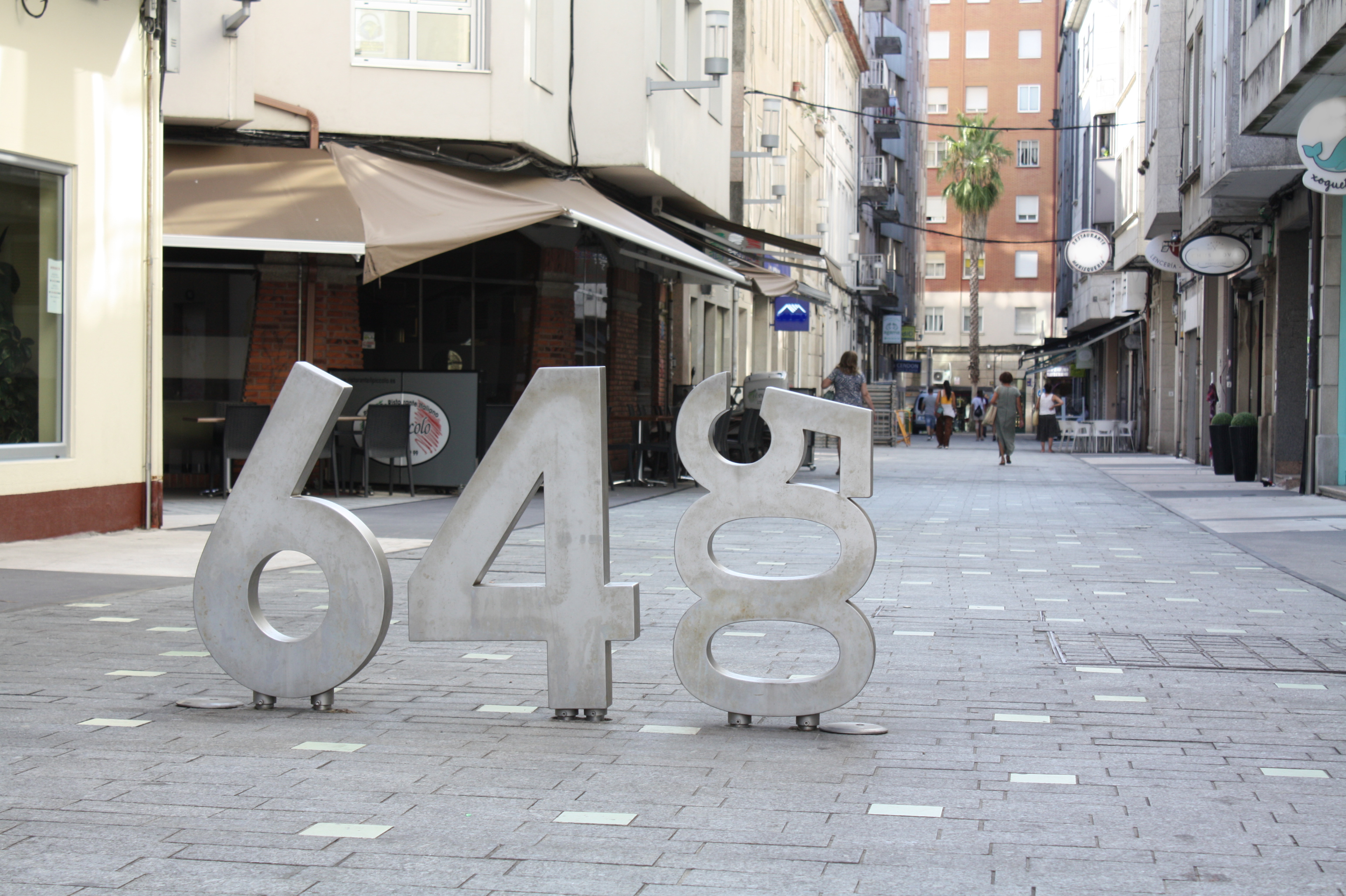
La calle Virgen del Camino en Pontevedra, en el punto en que la distancia a Santiago es de 64,5 km.
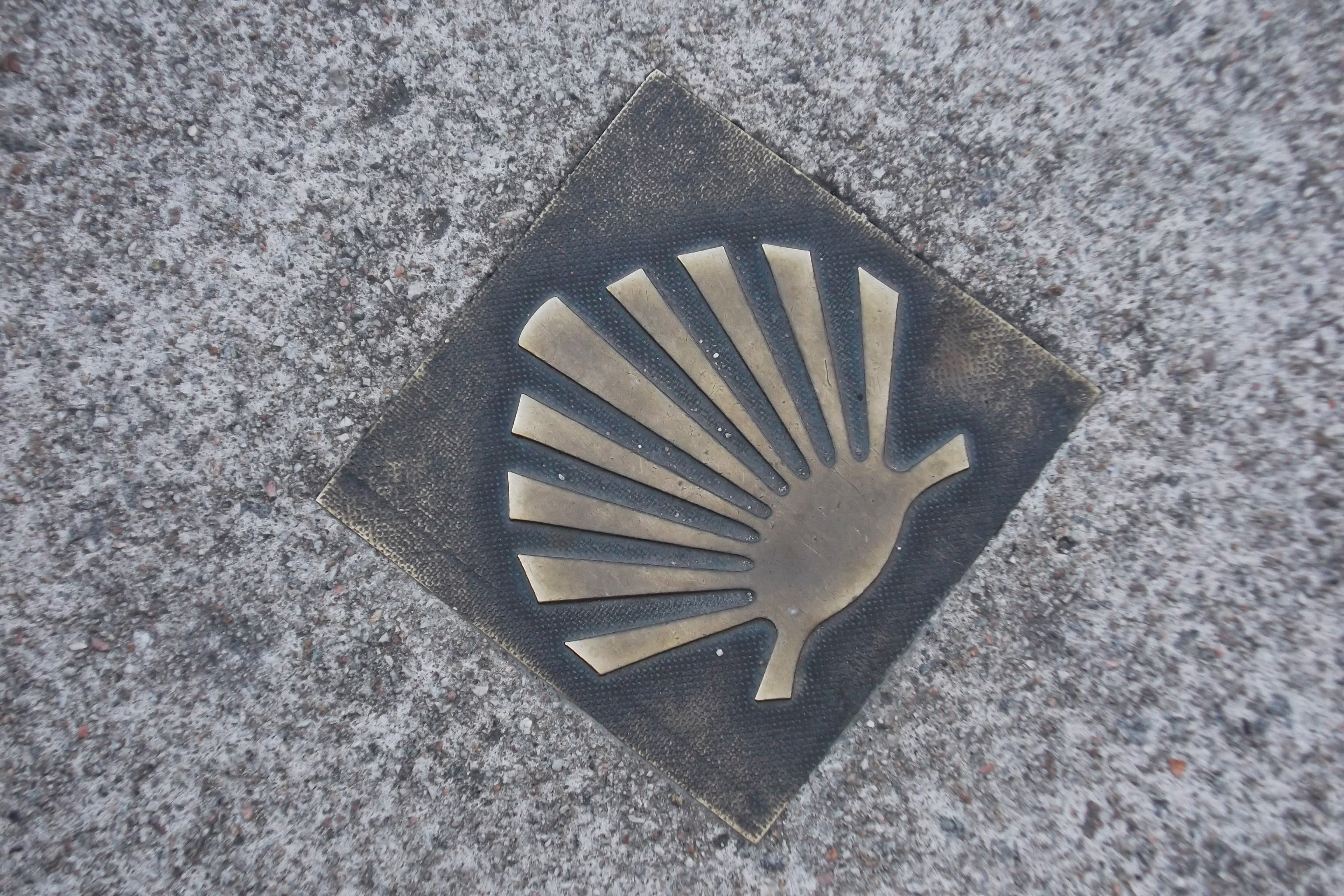
Concha en el suelo en el centro histórico de Pontevedra, símbolo del paso del camino.